# 俺様をくらえ!
『俺様をくらえ!』（おれさまをくらえ）は、千歳ぴよこによる漫画作品で、成人向けボーイズラブ漫画の単行本。2008年2月10日にリブレ出版より発行されている。

## 登場人物
浅上海琴（あさかみ みこと）
久野江風吹（くのえ ふぶき）
山崎瑞樹（なかざき みずき）
加賀山未地（かがやま みち）
西村遼那（にしむら はるな）
左賀谷悠斗（さがや ゆうと）
高瀬（たかせ）
田之上桂太（たのうえ けいた）
渋川先生（しぶかわ せんせい）

## 初出一覧
- 俺様をくらえ! 第1話 （b-BOY Phoenix5（2007年3月号）掲載）
- 俺様をくらえ! 第2話 （BE・BOY GOLD（2007年8月号）掲載）
- 俺様をくらえ! 第3話 （BE・BOY GOLD（2007年10月号）掲載）
- 俺様を探せ! （描き下ろし）
- オトコのコの育て方 （b-BOY Phoenix8（2007年9月号）掲載）
- 俺をアイしちゃって♥ （b-BOY Phoenix9（2007年11月号）掲載）
- あとがき （描き下ろし）

## 書誌情報
- 『俺様をくらえ!』（2008年2月10日第1刷発行 リブレ出版〈スーパービーボーイコミックス〉） ISBN 978-4-86263-347-7